# Chiropodomys
Chiropodomys é um gênero de roedores da família Muridae.

## Espécies
- Chiropodomys calamianensis (Taylor, 1934)
- Chiropodomys gliroides (Blyth, 1856)
- Chiropodomys karlkoopmani Musser, 1979
- Chiropodomys major Thomas, 1893
- Chiropodomys muroides Medway, 1965
- Chiropodomys pusillus Thomas, 1893